# Timothy Reed
Timothy (Tim) James Sasquan Reed, né le 7 mars 1985 sur l'Île Lord Howe, est un triathlète professionnel australien, vainqueur du championnat du monde  d'Ironman 70.3 en 2016.

## Biographie

### Jeunesse
Après de très bons résultats dans les tests d'endurance durant sa scolarité, il fut fortement encouragé à s'éloigner des sports d'équipes Rugby et Basket-ball qu'il pratiquait. C'est en 2007, qu'il s'est rendu compte qu'il y avait possibilité de faire du triathlon comme métier pendant plusieurs années, il fut pour cela soutenu par son ami Philip Whistler père du triathlète professionnel Olie Whistler, tous les deux nés comme lui sur l'Île Lord Howe.

### Carrière en triathlon
Tim Reed devient triathlète professionnel en 2009, dès la première année, il est champion d'Australie longue distance en catégorie espoirs. Il est considéré comme l'un des athlètes les plus forts en course à pied.
En mai 2016, il remporte l'Ironman Australie, quatre mois avant d'être victorieux du championnat d'Ironman 70.3, organisé pour la première fois dans son pays. L'issue de la partie natation emmenée par l'Australien Josh Amberger ne crée aucun écart significatif. Ce dernier reste en tête de la première partie vélo, mais n'arrive pas à maintenir cette avance et Tyler Butterfield est le premier à la seconde transition poursuivi par un groupe d'une quinzaine de tête d'affiche dont Sebastien Kienle qui effectue le départ en course à pied le plus rapide. Timothy Reed le rejoint et accélère devant l'Allemand qui ne lâche rien. S'engage alors un combat sans merci contre le retour des poursuivants mais également un affrontement en tête à tête entre les deux leaders. A cinq kilomètres de l'arrivée, Sebastian Kienle porte son attaque, l'Australien subit, mais remonte son retard et dans un ultime effort crée un faible écart sur l'Allemand que ce dernier ne parvient pas à combler. Il passe la ligne en vainqueur et remporte après une lutte remarquable son premier titre mondial.

### Vie privée
Tim Reed est également un joueur d’échecs, il vit à Byron Bay avec sa femme et leurs deux enfants.

## Palmarès
Le tableau présente les résultats les plus significatifs (podium) obtenus sur le circuit international de triathlon depuis 2011,.
| Année | Compétition                               | Pays             | Position      | Temps           |
| ----- | ----------------------------------------- | ---------------- | ------------- | --------------- |
| 2019  | Ironman 70.3 Coeur d'Alene                | États-Unis       | Médaille d'or | 3 h 47 min 54 s |
| 2019  | Ironman 70.3 Philippines                  | Philippines      | Médaille d'or | 4 h 1 min 22 s  |
| 2017  | Ironman 70.3 Philippines                  | Philippines      | Médaille d'or | 3 h 54 min 7 s  |
| 2016  | Championnats du monde d'Ironman 70.3 2016 | Australie        | Médaille d'or | 3 h 44 min 14 s |
| 2016  | Ironman Australie                         | Australie        | Médaille d'or | 8 h 16 min 33 s |
| 2016  | Ironman 70.3 Thaïlande                    | Thaïlande        | Médaille d'or | 3 h 48 min 33 s |
| 2015  | Ironman 70.3 Port Macquarie               | Australie        | Médaille d'or | 3 h 50 min 34 s |
| 2015  | Ironman 70.3 Auckland                     | Nouvelle-Zélande | Médaille d'or | 3 h 49 min 53 s |
| 2014  | Challenge Gold Coast                      | Australie        | Médaille d'or | 2 h 35 min 50 s |
| 2014  | Ironman 70.3 Vineman                      | États-Unis       | Médaille d'or | 3 h 47 min 43 s |
| 2014  | Ironman 70.3 Buffalo Springs Lake         | États-Unis       | Médaille d'or | 3 h 59 min 58 s |
| 2013  | Challenge Forster                         | Australie        | Médaille d'or | 1 h 16 min 11 s |
| 2013  | Ironman 70.3 Yeppon                       | Australie        | Médaille d'or | 3 h 55 min 27 s |
| 2012  | Ironman 70.3 Canberra                     | Australie        | Médaille d'or | 3 h 40 min 13 s |
| 2012  | Ironman 70.3 Yeppon                       | Australie        | Médaille d'or | 3 h 49 min 42 s |
| 2011  | Ironman 70.3 Canberra                     | Australie        | Médaille d'or | 4 h 0 min 46 s  |